# Фортуна, Лорин
Лорин Иоан Фортуна (рум. Lorin Ioan Fortuna; 7 мая 1948, Рэдэуци — 25 ноября 2016, Тимишоара) — румынский политический и общественный деятель, активный участник Румынской революции. Несмотря на членство в РКП, возглавлял революционный комитет Тимишоары — Румынский демократический фронт в декабре 1989. Несколько недель был председателем региональной организации Фронта национального спасения. Известен также как учёный-информатик, электротехник, поэт и эзотерик.

## Электротехник и информатик
Родился в городской семье буковинских румын. Окончил факультет электроники и телекоммуникаций Политехнического университета Бухареста. Работал в Территориальном центре электронных вычислений Тимишоары. С 1976 преподавал в Политехническом институте Тимишоары. Был доцентом факультета электроники и коммуникаций. Состоял в правящей Румынской коммунистической партии (РКП), был членом партийного комитета.
Специализацией Лорина Фортуны как учёного-информатика являлись приборы искусственной речи. В 1989 году он руководил научно-технической группой, разработавшей первый в Румынии телефонный автоответчик и определитель точного времени с искусственной речью. В 1991 защитил докторскую диссертацию на тему применения искусственной речи в промышленности и телекоммуникациях. Опубликовал десятки научных работ.

## Революция и политика
16 декабря 1989 началось восстание в Тимишоаре, переросшее в антикоммунистическую Румынскую революцию. Лорин Фортуна примкнул к движению и 20 декабря явился в Оперный театр, где был учреждён революционный комитет — Румынский демократический фронт (FDR). Фортуна был избран председателем FDR. Поначалу он занимал относительно умеренную позицию, высказывался за сохранением социалистического строя и диалог с властями. Однако значительное большинство членов FDR выступали за свержение коммунистического режима Николае Чаушеску. В лидеры выдвигался рабочий Сорин Опря, командир тимишоарской «революционной гвардии» — группы охраны и безопасности FDR.
Лорин Фортуна выступил с балкона Оперного театра и объявил Тимишоару первым городом Румынии, свободным от тоталитаризма. В ночь на 21 декабря лидеры FDR под общей редакцией Фортуны написали декларацию A căzut tirania! — Тирания пала! Текст был зачитан с балкона Оперного театра, транслирован по радио и распространён в виде листовки. 22 декабря Лорин Фортуна встретился в Бухаресте с Ионом Илиеску и, как предполагается, получил от него полномочия на руководство в Тимишоаре.
23 декабря Фортуна возглавил Тимишскую жудецкую структуру Фронта национального спасения (ФНС). 26 декабря FDR решением Фортуны присоединился к ФНС. Около трёх недель после свержения и казни Чаушеску Лорин Фортуна воспринимался как глава революционной власти Тимишоары и Тимиша. Этот факт отмечался иностранными обозревателями как свидетельство удержания позиций теми представителями «старой гвардии РКП», которые успели вовремя переориентироваться. Впоследствии один из основателей FDR Михаил Дечян обвинял Лорина Фортуну в сговоре с первым секретарём Тимишского жудецкого комитета РКП Раду Бэланом — с тем, чтобы «подменить свержение коммунизма свержением только клики Чаушеску, присоединить FDR к перестройке Горбачёва, навязать „коммунизм с человеческим лицом“ под руководством Илиеску».
В январе 1990 года поднялась новая волна антикоммунистического движения. Тимишоарские активисты обвиняли Лорина Фортуну в измене идеалам революции. Выдвигались требования устранить (и даже казнить) бывших функционеров РКП. 12 января 1990 было объявлено днём траура по жертвам коммунистического режима. Массовый митинг в Бухаресте едва не обернулся новым кровопролитием, ситуацию с трудом удержал Думитру Мазилу. Митинг в Тимишоаре во главе с Ионом Марку также потребовал отставки всех бывших коммунистов и ареста партийных руководителей. Лорин Фортуна попытался выступить перед протестующими, но был освистан как бывший член РКП. В тот же день он подал в отставку с поста в ФНС. Радикальные антикоммунисты в Тимишоаре добились большего, нежели в Бухаресте.

## Общественный активист
В послереволюционной Румынии Лорин Фортуна продолжал работать в политехническом институте (вышел на пенсию в 2008). Активно занимался общественной деятельностью, возглавлял Ассоциацию Victoria, объединившую тимишоарских участников революции, Союз буковинских румын — Гражданское движение «Михай Эминеску», Национальное движение за воссоединение, Форум национального единства. 14 декабря 2004 президент Румынии Ион Илиеску включил Лорина Фортуну в состав Национальной коллегии Института Румынской революции декабря 1989.
Лорин Фортуна организовал Конституционную группу «Тимишоара», которая в 1991 году провела Тимишоарский конституционный форум. Критиковал положения румынской Конституции с позиций «меритократической демократии». Участвовал в протестных акциях.
Деятельность Ассоциации Victoria подчас вызывала критику. Например, датой начала революции Victoria объявляла 20 декабря 1989 года — день создания FRD во главе с Фортуной. В 2013 Ассоциация выступила против присвоения одной из улиц Тимишоары имени Серджиу Николаеску, поскольку считала его участие в революции неактивным, а позицию двусмысленной.
20 декабря 2014 года, когда отмечалось 25-летие Румынской революции, городской совет Тимишоары присвоил звание почётных граждан города 75 участникам восстания — в том числе Лорину Фортуне.

## Эзотерика и поэзия
С начала 2000-х Лорин Фортуна стал выступать с эзотерическими концепциями. Основал мистические объединения Астральное движение «Румыния» и Движение Сармизегетуза. В своих сочинениях он разделял мир на несколько виртуальных цивилизаций, в том числе цивилизацию змей, мутантов, грифонов, драконов, дельфинов, горилл. Себя Фортуна причислял к «цивилизации горилл». Главой этой цивилизации Фортуна называл Михая Эминеску, его предшественниками — Чиприана Порумбеску, Константина Розенталя, Корнелиу Кодряну, Иона Антонеску.
Назначив конец света на 2012 год, Лорин Фортуна утверждал, что «цивилизация горилл» (около 600 миллионов человек) сохранится, переселившись на другую планету. Главным врагом он объявил американское НАСА. Фортуна обвинял НАСА в информационных манипуляциях, направленных против «цивилизации горилл» в интересах «цивилизации мутантов — чёрных стервятников» и в подготовке истребления горилл.
Лорин Фортуна занимался также литературной деятельностью. С 1994 по 2008 он опубликовал пять стихотворных сборников и поэтическую антологию. Некоторые его стихи положены на музыку композитором Василе Тэнасе.

## Кончина
Скончался Лорин Фортуна в возрасте 68 лет после срочной операции, вызванной прободением язвы. В некрологах он характеризовался как «революционер и „горрилианец“».

## Награды
- Медаль «Румынская революция декабря 1989 года» (13 декабря 1991 года)[13]